# Rahim bin Abdullah
Rahim bin Abdullah (Penang, Federación Malaya, 12 de septiembre de 1947-Selangor, 25 de marzo de 2025) fue un jugador y entrenador de fútbol malasio que jugó en la posición de centrocampista.

## Carrera

### Club
| Periodo   | Club        |
| --------- | ----------- |
| 1966–1968 | Penang FA   |
| 1969–1970 | Perak FA    |
| 1971–1975 | Selangor FA |

### Selección nacional
Jugó para Malasia en 10 ocasiones de 1968 a 1973, ganó la medalla de bronce en los Juegos del Sudeste Asiático de 1973 y participó en los Juegos Olímpicos de Múnich 1972.

### Entrenador
Dirigió a Malasia en cinco partidos en 1991, tres de ellos en los Juegos del Sudeste Asiático.

## Logros

### Club
- Malaysia Cup: 1970, 1971, 1972, 1973, 1975

### Selección nacional
- Torneo Merdeka: 1973

### Individual
- Miembro del Olympic Council of Malaysia's Hall of Fame en 2020.[7]